# GP2-seizoen 2008
Het GP2 seizoen 2008 begon op 26 april in Barcelona. De verdedigende kampioen, de Duitser Timo Glock, deed niet mee, omdat hij een contract had getekend bij de F1 renstal van het Panasonic Toyota team.
Dit jaar werd dus de vierde kampioen in vier jaar benoemd. Voorgaande kampioenen zijn onder anderen Nico Rosberg en Lewis Hamilton. Dit jaar wordt er ook voor het eerst gereden met de nieuwe auto, de GP2-08. De GP2 Series is in 2008 overgenomen door de CVC Capital Group.
Kampioen van 2008 is de italiaan Giorgio Pantano geworden, uitkomend voor het team van Racing Engineering.

## Teams en coureurs
Op 19 oktober 2007 werd aangekondigd dat dezelfde 13 teams als in 2007 mee zouden doen de komende 3 jaar. Dit betekent dat de plannen van Michel Perridon, om een compleet Nederlands team te maken, mislukten.
| Team                            | Nr. | Coureur            | Ronde     |
| ------------------------------- | --- | ------------------ | --------- |
| iSport International            | 1   | Karun Chandhok     | Alle      |
| iSport International            | 2   | Bruno Senna        | Alle      |
| ART Grand Prix                  | 3   | Luca Filippi       | 1-5       |
| ART Grand Prix                  | 3   | Sakon Yamamoto     | 6-10      |
| ART Grand Prix                  | 4   | Romain Grosjean    | Alle      |
| Barwa International Campos Team | 5   | Vitali Petrov      | Alle      |
| Barwa International Campos Team | 6   | Ben Hanley         | 1-3       |
| Barwa International Campos Team | 6   | Lucas di Grassi    | 4-10      |
| Super Nova Racing               | 7   | Christian Bakkerud | 1, 3      |
| Super Nova Racing               | 7   | Andy Soucek        | 2, 4-10   |
| Super Nova Racing               | 8   | Álvaro Parente     | Alle      |
| DAMS                            | 9   | Jérôme d'Ambrosio  | Alle      |
| DAMS                            | 10  | Kamui Kobayashi    | Alle      |
| Racing Engineering              | 11  | Javier Villa       | Alle      |
| Racing Engineering              | 12  | Giorgio Pantano    | Alle      |
| Trust Team Arden                | 14  | Sébastien Buemi    | Alle      |
| Trust Team Arden                | 15  | Yelmer Buurman     | 1-5       |
| Trust Team Arden                | 15  | Luca Filippi       | 6-10      |
| Durango                         | 16  | Davide Valsecchi   | 1-2, 5-10 |
| Durango                         | 16  | Marcello Puglisi   | 3         |
| Durango                         | 16  | Ben Hanley         | 4         |
| Durango                         | 17  | Alberto Valerio    | Alle      |
| FMS International               | 18  | Roldán Rodríguez   | Alle      |
| FMS International               | 19  | Adrián Vallés      | 1         |
| FMS International               | 19  | Adam Carroll       | 2-3       |
| FMS International               | 19  | Marko Asmer        | 4-10      |
| Trident Racing                  | 20  | Mike Conway        | Alle      |
| Trident Racing                  | 21  | Ho-Pin Tung        | Alle      |
| Piquet Sports                   | 22  | Andreas Zuber      | Alle      |
| Piquet Sports                   | 23  | Pastor Maldonado   | Alle      |
| David Price Racing              | 24  | Michael Herck      | 4-10      |
| David Price Racing              | 24  | Giacomo Ricci      | 1-2       |
| David Price Racing              | 24  | Andy Soucek        | 3         |
| David Price Racing              | 25  | Diego Nunes        | Alle      |
| BCN Competición                 | 26  | Paolo Maria Nocera | 1         |
| BCN Competición                 | 26  | Adrián Vallés      | 2-9       |
| BCN Competición                 | 27  | Miloš Pavlović     | 1-3       |
| BCN Competición                 | 27  | Carlos Iaconelli   | 4-10      |